# Poul Hyldgaard
Poul Carlsen Hyldgaard (født 19. marts 1929 i Ejsing, død 27. september 2017 i Viby J) var en dansk erhvervsmand og fodboldleder, der havde været formand for Dansk Boldspil-Union (DBU) i perioden 1991 til 2002.
Hyldgaard blev medlem af bestyrelsen i AGF i 1968. Fra 1971 og 15 år frem var han Divisionsforeningens bestyrelse. I 1977 blev han medlem af DBUs bestyrelse. I 1991 blev han valgt som formand for DBU, og blev på posten indtil sin pensionering i 2002.
I perioden 1984-1996 var Hyldgaard medlem af FIFAs eksekutivkomite.